# Kelly Bailey (actriz)
Kelly Ribeiro Bailey (19 de febrero de 1998) es una actriz y modelo portuguesa-británica.

## Biografía
Kelly Bailey nació el 19 de febrero de 1998. Es hija de padre inglés y madre portuguesa.
Por su participación en la novela La Única Mujer (2015), de la TVI, fue considerada como "actriz revelación". Kelly Bailey llegó a ser nombrada en la categoría de "Revelación del Año" en los Trofeos Televisivos TV7Dias (2015). El trofeo sería entregado a Ana Sofia Martins. En 2017 protagonizó la telenovela La Heredera.
Debutó en la pantalla grande con Líneas de Sangre (2018) dirigida por Manuel Pureza y Sérgio Graciano.
En el mundo de la moda, Kelly destaca por su trabajo y campañas con marcas como Omega o Maybelline. Debutó en la portada de Vogue Portugal en julio de 2019.

## Filmografía

### Televisión
| Año     | Título                             | Personaje                           | Los grados                         | Canal |
| ------- | ---------------------------------- | ----------------------------------- | ---------------------------------- | ----- |
| 2015-17 | La única mujer                     | Francisca sacramento                | Reparto principal                  | TVI   |
| 2017-18 | A Herdeira                         | Benedita Alvarenga/Luz Fuentes      | Protagonista                       | TVI   |
| 2019-20 | Prisioneira                        | Gloria Loureiro Cunha               | Antagonista (T1) Protagonista (T2) | TVI   |
| 2020-21 | Bem Me Quer                        | María Rita Raposo Trindade de Sousa | Protagonista                       | TVI   |
| 2021    | A Consoada - Uma história de Natal | Luisa                               | Protagonista                       | TVI   |
| 2022    | O Nadador                          |                                     | Reparto principal                  | RTP   |

### Cine
| Año  | Título           | Personaje        |
| ---- | ---------------- | ---------------- |
| 2018 | Linhas de Sangue | mujer misteriosa |